# Yorosso
Yorosso è un comune rurale del Mali, capoluogo del circondario omonimo, nella regione di Sikasso.
Il comune è composto da 10 nuclei abitati:
- Diarakoungo
- Karagorola
- Nampena
- Nèrèsso
- Simona
- Toro I
- Toro II
- Toro III
- Yorosso
- Zandièguéla